# Fryderyk Karol (książę Schwarzburg-Rudolstadt)
Friedrich Karl (ur. 7 czerwca 1736 w Rudolstadt, zm. 13 kwietnia 1793 tamże) – książę Schwarzburg-Rudolstadt. Jego władztwo było częścią Świętego Cesarstwa Rzymskiego

## Życiorys
Był jedynym synem księcia Schwarzburg-Rudolstadt Ludwika Guntera II i jego żony księżnej Zofii Henrietty, który dożył wieku dorosłego. Na tron wstąpił po śmierci ojca 29 sierpnia 1790.
19 listopada 1763 w Schwarzburgu poślubił księżniczkę Schwarzburg-Rudolstadt Fryderykę Zofię Augustę. Para miała sześcioro dzieci:
- księżniczkę Fryderykę (1765–1767)
- Ludwika Fryderyka II, kolejnego księcia Schwarzburg-Rudolstadt (1767-1807)
- księżniczkę Teresę Zofię Henriettę (1770–1783)
- księcia Karola Gintera (1771–1825)
- księżniczkę Karolinę (1774–1854)
- księżniczkę Krystianę Ludwikę (1775–1808)

Jego drugą żoną była księżniczka Saksonii-Gotha-Altenburg Augusta. Ich ślub odbył się 28 listopada 1780 w Rodzie. Z tego związku nie miał dzieci.